# Uvs Lacus
L'Uvs Lacus è una struttura geologica della superficie di Titano.